# Новые армяне
Новые армяне (арм. Նոր հայեր) — команда КВН из Еревана, чемпион Высшей лиги КВН 1997 года.

## История
Команда «Новые армяне» была образована в 1994 году. Основой новосозданной команды стали КВНщики первой Армянской лиги КВН 1993 года. Команда сначала называлась «Родственники из Еревана». Впервые команда выступила в 1994 году на фестивале в Сочи и прошла в Первую лигу КВН, которая в то время проходила в Воронеже. В 1994—1995 годах «Новые армяне» играли в сезонах Первой лиги и, став финалистами 1995 года, получили право играть в Высшей лиге. В сезоне Высшей лиги 1996 года команда дошла только до полуфинала, где проиграла «Махачкалинским бродягам». В 1997 году «Новые армяне» смогли снова войти в сезон и, заняв во всех играх первые места, дошли до финала, где разделили звание чемпиона с командой «Запорожье — Кривой Рог — Транзит». Кроме того, «Новые армяне» дважды становились обладателями «КиВиНа в светлом» — второго приза Международного музыкального фестиваля КВН в Юрмале. В сезоне Высшей лиги 1999 года «Новые армяне» вышли в финал и заняли второе место, играя с командами БГУ и Сборной Санкт-Петербурга. В 1998 году команда победила на Летнем Суперкубке, выиграв у команды «Запорожье — Кривой Рог — Транзит».
В конце 1990-х — начале 2000-х «Новые армяне», кроме выступлений в сезонных играх, с гастролями побывали более чем в 50 городах России и Украины. У них было шесть выступлений в США, два в Германии; также они выступили в большинстве стран СНГ.

## Состав
- Гарик Мартиросян — капитан с сезона 1997, (Comedy Club, Прожекторперисхилтон)
- Арман Сагателян — капитан до сезона 1997 (Пресс-секретарь президента Армении (с 18 апреля 2013 года))
- Григорий Гаспарян[1]
- Арташес Саркисян (первый ведущий Comedy Club), (главный редактор Total Football)
- Артур Джанибекян — руководитель субхолдинга «Газпром-медиа Развлекательное телевидение» с 2015 года и генеральный директор телеканала ТНТ с 2016 года по 2018 год.
- Александр Мнацаканян
- Карен Манташян — основатель и исполнительный продюсер компании Mantashoff Production[2]
- Армен Петросян
- Артур Тумасян†
- Артак Гаспарян
- Гога Мелконян
- Мнац Мелконян
- Арман Мкртчан
- Артур Мкртчян
- Артём Акопян
- Сергей Мелик-Бархударян
- Вардан Задоян (резидент Comedy Club в 2015 году)
- Эдуард Мелконян
- Давид Матевосов
- Ованес Косян